# Панайюда
Панайю́да (греч. Παναγιούδα) — деревня в Греции, на восточном побережье острова Лесбос. Административно относится к общине Митилини в периферийной единице Лесбос в периферии Северные Эгейские острова. Расположена на высоте 10 м над уровнем моря, на берегу одноимённой бухты пролива Митилини, к юго-западу от мыса Махера и к северо-западу от мыса Маврос-Лофос (Кара-Тепе), к югу от Памфилы, к северо-востоку от Мории и к северу от Митилини. Площадь 0,825 км². Население 906 человек по переписи 2011 года.

## Население
| Год  | Население, человек |
| ---- | ------------------ |
| 1991 | 655                |
| 2001 | 698                |
| 2011 | ↗ 906              |